# 1871 Astyanax
1871 Astyanax este un asteroid descoperit pe 24 martie 1971 de Cornelis van Houten.